# Chiostro della Veterinaria
Il Chiostro della Veterinaria è uno dei chiostri monumentali del centro antico di Napoli.
Il nome deriva dalla sua posizione, presso la "Facoltà di veterinaria". Il chiostro è raggiungibile da via della Veterinaria, che si trova presso il Real Orto Botanico.
La struttura venne edificata nel complesso conventuale di Santa Maria degli Angeli alle Croci nel 1581 dall'Ordine dei frati minori, o francescani osservanti. Nel XVII secolo il convento passò ai francescani riformati e il chiostro venne modificato ed ampliato dall'architetto Cosimo Fanzago.
Attualmente, il chiostro, a pianta quadrata, conserva sette arcate per lato, impostate su pilastri in piperno. Le volte a crociera delle gallerie hanno affreschi attribuiti alla scuola di Belisario Corenzio, con scene di episodi dell'Antico e Nuovo Testamento.